# 1976 (pel·lícula)
1976 és una pel·lícula dramàtica xilena dirigida per Manuela Martelli (en el seu debut com a directora) i escrita per Martelli al costat d'Alejandra Moffat. Va ser estrenada el 26 de maig de 2022 en la Quinzena de Realitzadors del 75è Festival Internacional de Cinema de Canes i a Xile el 20 d'octubre de 2022. Va ser seleccionada pel seu país per a representar a Xile als XXXVII Premis Goya 2023.

## Sinopsi
1976, Xile. Carmen es va a la platja per a supervisar la remodelació de la seva casa. El seu marit, els seus fills i els seus nets van i venen en les vacances d'hivern. Quan el sacerdot de la seva família li demana que cuidi a un jove que està allotjant en secret, Carmen s'endinsa en territoris inexplorats, lluny de la vida tranquil·la a la qual està acostumada.

## Repartiment
- Aline Kuppenheim com Carmen
- Nicolás Sepúlveda com Elías
- Hugo Medina com el Pare Sánchez
- Alejandro Goic com Miguel
- Carmen Gloria Martínez com Estela
- Antonia Zegers com Raquel
- Marcial Tagle com Osvaldo
- Amalia Kassai com Leonor
- Gabriel Urzúa com Tomás
- Luis Cerda com Pedro
- Ana Clara Delfino com Clara
- Elena Delfino com Elenita

## Premis i nominacions
El film ha rebut les següents nominacions i guardons:
| Premi                                             | Categoria                            | Nominat           | Resultat  | Ref(s) |
| ------------------------------------------------- | ------------------------------------ | ----------------- | --------- | ------ |
| Festival Internacional de Cinema d'Atenes         | Millor director                      | Manuela Martelli  | Guanyador | [ 5 ]  |
| Festival Internacional de Cinema d'Atenes         | Millor pel·lícula                    | 1976              | Nominat   | [ 5 ]  |
| Festival Internacional de Cinema de Brussel·les   | Premi del jurat                      | 1976              | Nominat   | [ 6 ]  |
| 75è Festival Internacional de Cinema de Canes     | Caméra d'or                          | 1976              | Nominat   | [ 2 ]  |
| Premis Golden Rooster                             | Millor pel·lícula internacional      | 1976              | Nominat   |        |
| Festival de Cinema de Jerusalem                   | Millor debut internacional           | Manuela Martelli  | Guanyador | [ 7 ]  |
| Festival de Cinema de Londres                     | Ópera Prima                          | 1976              | Guanyador | [ 8 ]  |
| Festival Internacional de Cinema de Sant Sebastià | Premi Horizontes Latinos             | Manuela Martelli  | Nominat   | [ 9 ]  |
| Festival Internacional de Cinema de Tòquio        | Millor actriu                        | Aline Kuppenheim  | Guanyador | [ 10 ] |
| Festival Internacional de Cinema de Tòquio        | Millor pel·lícula                    | 1976              | Nominat   | [ 10 ] |
| Festival Internacional de Cinema de Valdivia      | Millor llargmetratge xilè            | 1976              | Guanyador | [ 11 ] |
| Premis Caleuche                                   | Millor actriu protagonista en cinema | Aline Kuppenheim  | Guanyador | [ 12 ] |
| Premis Caleuche                                   | Millor actor de suport en cinema     | Hugo Medina       | Guanyador | [ 12 ] |
| Premis Caleuche                                   | Millor actor de suport en cinema     | Nicolás Sepúlveda | Nominat   | [ 12 ] |